# NGC 1744
NGC 1744 (również PGC 16517) – galaktyka spiralna z poprzeczką (SBcd), znajdująca się w gwiazdozbiorze Zająca. Odkrył ją John Herschel 20 listopada 1835 roku.